# Bielany (rejon szarkowszczyński)
Bielany (biał. Бяляны; ros. Bialiany) – chutor na Białorusi, w obwodzie witebskim, w rejonie szarkowszczyńskim, w sielsowiecie Hermanowicze.

## Historia
W czasach zaborów w powiecie dzisieńskim, w guberni wileńskiej Imperium Rosyjskiego.
W latach 1921–1945 kolonia leżała w Polsce, w województwie wileńskim, w powiecie dziśnieńskim, w gminie Hermanowicze.
Według Powszechnego Spisu Ludności z 1921 roku zamieszkiwały tu 74 osoby, 62 były wyznania rzymskokatolickiego a 12 prawosławnego. Jednocześnie 63 mieszkańców zadeklarowało polską a 11 białoruską przynależność narodową. Było tu 11 budynków mieszkalnych. W 1931 w 14 domach zamieszkiwało 98 osób.
Wierni należeli do parafii rzymskokatolickiej w Hermanowiczach i parafii prawosławnej w Łużkach. Miejscowość podlegała pod Sąd Grodzki w Łużkach i Okręgowy w Wilnie; właściwy urząd pocztowy mieścił się w Hermanowiczach.
W wyniku napaści ZSRR na Polskę we wrześniu 1939 miejscowość znalazła się pod okupacją sowiecką. 2 listopada została włączona do Białoruskiej SRR. Od czerwca 1941 roku pod okupacją niemiecką. W 1944 miejscowość została ponownie zajęta przez wojska sowieckie i włączona do Białoruskiej SRR.
Od 1991 w składzie niepodległej Białorusi.